# Governo Amato II
Il governo Amato II è stato il cinquantaseiesimo esecutivo della Repubblica Italiana, il quarto e ultimo della XIII legislatura.
Il governo rimase in carica dal 26 aprile 2000 all'11 giugno 2001, per un totale di 411 giorni, ovvero 1 anno, 1 mese e 16 giorni.
Ottenne la fiducia alla Camera dei deputati il 28 aprile 2000 con 319 voti favorevoli e 298 contrari.
Ottenne la fiducia al Senato della Repubblica il 3 maggio 2000 con 179 voti favorevoli, 112 contrari e 2 astenuti.
Diede le dimissioni il 31 maggio 2001, il giorno dopo l'inizio della XIV legislatura.
È stato il terzo governo della storia repubblicana a essere presieduto da una persona non eletta al Parlamento italiano.

## Compagine di governo

### Appartenenza politica
L'appartenenza politica dei membri del governo, a fine maggio 2000, era la seguente:
| Partito | Partito                         | Presidente | Ministri | Sottosegretari | Totale |
| ------- | ------------------------------- | ---------- | -------- | -------------- | ------ |
|         | Democratici di Sinistra         | -          | 7        | 20             | 27     |
|         | Popolare Italiano               | -          | 4        | 12             | 16     |
|         | I Democratici                   | -          | 3        | 7              | 10     |
|         | UDEUR                           | -          | 2        | 7              | 9      |
|         | Federazione dei Verdi           | -          | 2        | 2              | 4      |
|         | Comunisti Italiani              | -          | 2        | 2              | 4      |
|         | Rinnovamento Italiano           | -          | 1        | 2              | 3      |
|         | Socialisti Democratici Italiani | -          | 1        | 2              | 3      |
|         | Indipendenti                    | 1          | 2        | 1              | 4      |
| Totale  | Totale                          | 1          | 24       | 55             | 80     |

### Provenienza geografica
La provenienza geografica dei membri del Consiglio dei ministri si può così riassumere:
| Regione               | Presidente | Ministri | Sottosegretari | Totale |
| --------------------- | ---------- | -------- | -------------- | ------ |
| Piemonte              | 1          | 2        | 2              | 5      |
| Lombardia             | -          | 3        | 8              | 11     |
| Emilia-Romagna        | -          | 2        | 8              | 10     |
| Campania              | -          | 3        | 6              | 9      |
| Sicilia               | -          | 3        | 6              | 9      |
| Puglia                | -          | 2        | 5              | 7      |
| Toscana               | -          | 2        | 3              | 5      |
| Calabria              | -          | 1        | 4              | 5      |
| Lazio                 | -          | -        | 5              | 5      |
| Veneto                | -          | -        | 4              | 4      |
| Umbria                | -          | 1        | 1              | 2      |
| Marche                | -          | -        | 2              | 2      |
| Abruzzo               | -          | 1        | -              | 1      |
| Friuli-Venezia Giulia | -          | 1        | -              | 1      |
| Liguria               | -          | 1        | -              | 1      |
| Basilicata            | -          | -        | 1              | 1      |

### Sostegno parlamentare
- Sostegno parlamentare al momento della fiducia (28 aprile alla Camera, 3 maggio al Senato).

| Camera                  | Collocazione | Partiti | Seggi     |
| ----------------------- | ------------ | --- | --------- |
| Camera dei deputati     | Maggioranza  | DS (165), Popolari per Prodi (58), Dem (20), UDEUR (20), PdCI (20), FdV (15), SDI (8), RI (6), Minoranze linguistiche (5), PRI (2), Altri (4) | 323 / 630 |
| Camera dei deputati     | Opposizione  | FI (110), AN (91), LN (46), PRC (14), CCD (13), UpR (6), CDU (6), ApE (5), IdV (2), Altri (14)                                                | 307 / 630 |
| Senato della Repubblica | Maggioranza  | DS (103), PPI (31), FdV (14), UDEUR (11), PdCI (6), RI (6), Dem (5), SDI (3), Minoranze linguistiche (3), Altri (5)                           | 187 / 324 |
| Senato della Repubblica | Opposizione  | FI (42), AN (41), LN (18), CCD (11), ApE (7), UpR (5), PRC (3), Altri (10)                                                                    | 137 / 324 |

## Composizione
| Carica                                        | Titolare                                   | Titolare                                         | Titolare | Sottosegretari |
| Presidenza del Consiglio dei ministri         | Presidenza del Consiglio dei ministri      | Presidenza del Consiglio dei ministri            | Presidenza del Consiglio dei ministri | Sottosegretari di Stato alla Presidenza del Consiglio |
| --------------------------------------------- | ------------------------------------------ | ------------------------------------------------ | --- | --- |
| Presidente del Consiglio dei ministri         |                                            |                                                  | Giuliano Amato (Indipendente) | - Enrico Micheli (Dem) - segretario del Consiglio dei ministri con delega al giubileo del 2000 - Vannino Chiti (DS) - con delega all'informazione e all'editoria |
| Ministri senza portafoglio                    | Ministri senza portafoglio                 | Ministri senza portafoglio                       | Ministri senza portafoglio | Sottosegretari di Stato |
| Affari regionali                              |                                            |                                                  | Agazio Loiero (UDEUR) | Carica non assegnata |
| Funzione pubblica                             |                                            |                                                  | Franco Bassanini (DS) | - Raffaele Cananzi (PPI) - Gianclaudio Bressa (PPI) - con delega alle autonomie speciali, alle minoranze linguistiche e ai servizi sociali (dal 26/05/2000) |
| Pari opportunità                              |                                            |                                                  | Katia Bellillo (PdCI) | Carica non assegnata |
| Politiche comunitarie                         |                                            | Ad interim Giuliano Amato (fino al 15/05/2000)   | Ad interim Giuliano Amato (fino al 15/05/2000) | Carica non assegnata |
| Politiche comunitarie                         |                                            | Gianni Francesco Mattioli (FdV) (dal 15/05/2000) | | Carica non assegnata |
| Riforme istituzionali                         |                                            |                                                  | Antonio Maccanico (Dem) | - Dario Franceschini (PPI) |
| Rapporti con il Parlamento                    |                                            |                                                  | Patrizia Toia (PPI) | - Elena Montecchi (DS) |
| Solidarietà sociale                           |                                            |                                                  | Livia Turco (DS) - con delega alle politiche per la famiglia, alle politiche giovanili, alle politiche a favore dei disabili, alle politiche per contrastare le tossicodipendenze e le alcoldipendenze, alle politiche migratorie, all'inclusione e alla coesione sociale | Carica non assegnata |
| Ministero                                     | Ministri                                   | Ministri                                         | Ministri | Sottosegretari di Stato |
| Affari esteri                                 |                                            |                                                  | Lamberto Dini (RI) | - Franco Danieli (Dem) - Umberto Ranieri (DS) - Rino Serri (DS) - Ugo Intini (SDI) |
| Interno                                       |                                            |                                                  | Vincenzo Bianco (Dem) - con delega al coordinamento della Protezione civile | - Aniello Di Nardo (UDEUR) - Massimo Brutti (DS) - Gian Franco Schietroma (SDI) - con delega all'amministrazione generale, agli affari del personale, ai servizi archivistici, ai problemi delle zone di confine e delle minoranze etniche - Severino Lavagnini (PPI) - con delega all'amministrazione civile |
| Giustizia                                     |                                            |                                                  | Piero Fassino (DS) | - Franco Corleone (FdV) - Marianna Li Calzi (UDEUR) - Rocco Maggi (Dem) |
| Tesoro, bilancio e programmazione economica   |                                            |                                                  | Vincenzo Visco (DS) | - Dino Piero Giarda (Indipendente) - con delega alla finanza pubblica, al federalismo fiscale, ai flussi finanziari degli enti locali e regionali, alla spesa sociale e previdenziale, al bilancio comunitario, agli enti ed organismi pubblici - Gianfranco Morgando (PPI) - con delega alla programmazione negoziata, alle politiche di sviluppo territoriale, ai fondi strutturali comunitari, ai rapporti istituzionali e al Comitato interministeriale per la programmazione economica - Santino Pagano (UDEUR) - con delega ai rapporti finanziari internazionali, alla finanza locale e regionale, al finanziamento di enti pubblici e locali, agli interventi finanziari a favore dei diversi settori produttivi, alla gestione dei pagamenti all'estero e del portafoglio dello Stato, al centro nazionale di contabilità pubblica, ai patti territoriali, allo sviluppo e alla coesione - Bruno Solaroli (DS) - con delega alla spesa pubblica, allo sviluppo ed integrazione dei sistemi informativi, alla centralizzazione e razionalizzazione degli acquisti della pubblica amministrazione |
| Finanze                                       |                                            |                                                  | Ottaviano Del Turco (SDI) | - Natale D'Amico (RI) - Alfiero Grandi (DS) - Armando Veneto (PPI) (fino al 09/02/2001) |
| Industria, commercio e artigianato            |                                            |                                                  | Enrico Letta (PPI) | - Cesare De Piccoli (DS) - Stefano Passigli (DS) - Mauro Fabris (UDEUR) |
| Commercio estero                              | Carica non assegnata                       |                                                  | Enrico Letta (PPI) | |
| Pubblica istruzione                           |                                            |                                                  | Tullio De Mauro (Indipendente) | - Giuseppe Gambale (Dem) - Silvia Barbieri (DS) - Giovanni Manzini (PPI) - Carla Rocchi (FdV) (fino al 04/08/2000) |
| Lavoro e previdenza sociale                   |                                            |                                                  | Cesare Salvi (DS) | - Paolo Guerrini (PdCI) - Raffaele Morese (PPI) - Ornella Piloni (DS) |
| Difesa                                        |                                            |                                                  | Sergio Mattarella (PPI) | - Gianni Rivera (Dem) - Marco Minniti (DS) - Massimo Ostillio (UDEUR) |
| Politiche agricole e forestali                |                                            |                                                  | Alfonso Pecoraro Scanio (FdV) | - Roberto Borroni (DS) - Luigi Nocera (UDEUR) |
| Ambiente                                      |                                            |                                                  | Willer Bordon (Dem) | - Valerio Calzolaio (DS) - Nicola Fusillo (PPI) |
| Trasporti e navigazione                       |                                            |                                                  | Pier Luigi Bersani (DS) | - Giordano Angelini (DS) - Luca Danese (UDEUR) - Mario Occhipinti (Dem) |
| Lavori pubblici                               |                                            |                                                  | Nerio Nesi (PdCI) | - Antonio Bargone (DS) - Salvatore Ladu (PPI) (fino al 28/12/2000) - Domenico Romano Carratelli (PPI) (dal 28/12/2000) - Antonino Mangiacavallo (RI) (dal 04/08/2000) |
| Sanità                                        |                                            |                                                  | Umberto Veronesi (Indipendente) | - Ombretta Fumagalli Carulli (RI) - Grazia Labate (DS) - Carla Rocchi (FdV) (dal 04/08/2000) |
| Beni e attività culturali                     |                                            |                                                  | Giovanna Melandri (DS) | - Giampaolo D'Andrea (PPI) - Carlo Carli (DS) |
| Comunicazioni                                 |                                            |                                                  | Salvatore Cardinale (UDEUR) | - Michele Lauria (PPI) - Vincenzo Maria Vita (DS) |
| Università, ricerca scientifica e tecnologica |                                            |                                                  | Ortensio Zecchino (PPI) (fino al 02/02/2001) | - Antonino Cuffaro (PdCI) - Luciano Guerzoni (DS) - Vincenzo Sica (Dem) |
| Università, ricerca scientifica e tecnologica | Ad interim Giuliano Amato (dal 02/02/2001) |                                                  | | - Antonino Cuffaro (PdCI) - Luciano Guerzoni (DS) - Vincenzo Sica (Dem) |

## Cronologia

### 2000

#### Aprile
- 26 aprile 2000 - Giuliano Amato giura nelle mani del Presidente della Repubblica al Quirinale.
- 28 aprile 2000 - Il governo ottiene la fiducia alla Camera con 319 sì e 298 no[6].

#### Maggio
- 3 maggio 2000 - Il governo ottiene la fiducia al Senato con 179 sì, 112 no e 2 astenuti[7].

#### Luglio
- 19 luglio 2000 - La Camera dei deputati approva la proposta di legge sulla tutela sanitaria delle attività sportive e sulla lotta contro il doping, che sarà approvata al Senato della Repubblica il 16 novembre.

#### Ottobre
- 18 ottobre 2000 - La Camera dei deputati approva in via definitiva la proposta di legge costituzionale per le modifiche agli articoli 56 e 57 della Costituzione della Repubblica Italiana riguardo al numero dei deputati e dei senatori in rappresentanza degli italiani all'estero, già approvata in seconda lettura dal Senato della Repubblica il 5 ottobre precedente.
- 24 ottobre 2000 - Il Senato della Repubblica approva in via definitiva la legge che abolisce il servizio militare obbligatorio e prepara la trasformazione degli apparati militari in esercito professionale.
- 25 ottobre 2000 - La Camera dei deputati approva la proposta di legge costituzionale sull'elezione diretta dei presidenti delle regioni a statuto speciale e delle Province autonome di Trento e di Bolzano, approvata in seconda lettura dal Senato della Repubblica il 5 ottobre 2000.

#### Dicembre
- 21 dicembre 2000 - La commissione affari sociali della Camera dei deputati approva in sede legislativa la proposta di legge per agevolare l'impiego dei farmaci analgesici oppiacei nella terapia del dolore, che sarà approvata dal Senato della Repubblica il 24 gennaio successivo.

### 2001

#### Gennaio
- 24 gennaio 2001 - La Commissione europea approva il programma di stabilità italiano.

#### Febbraio

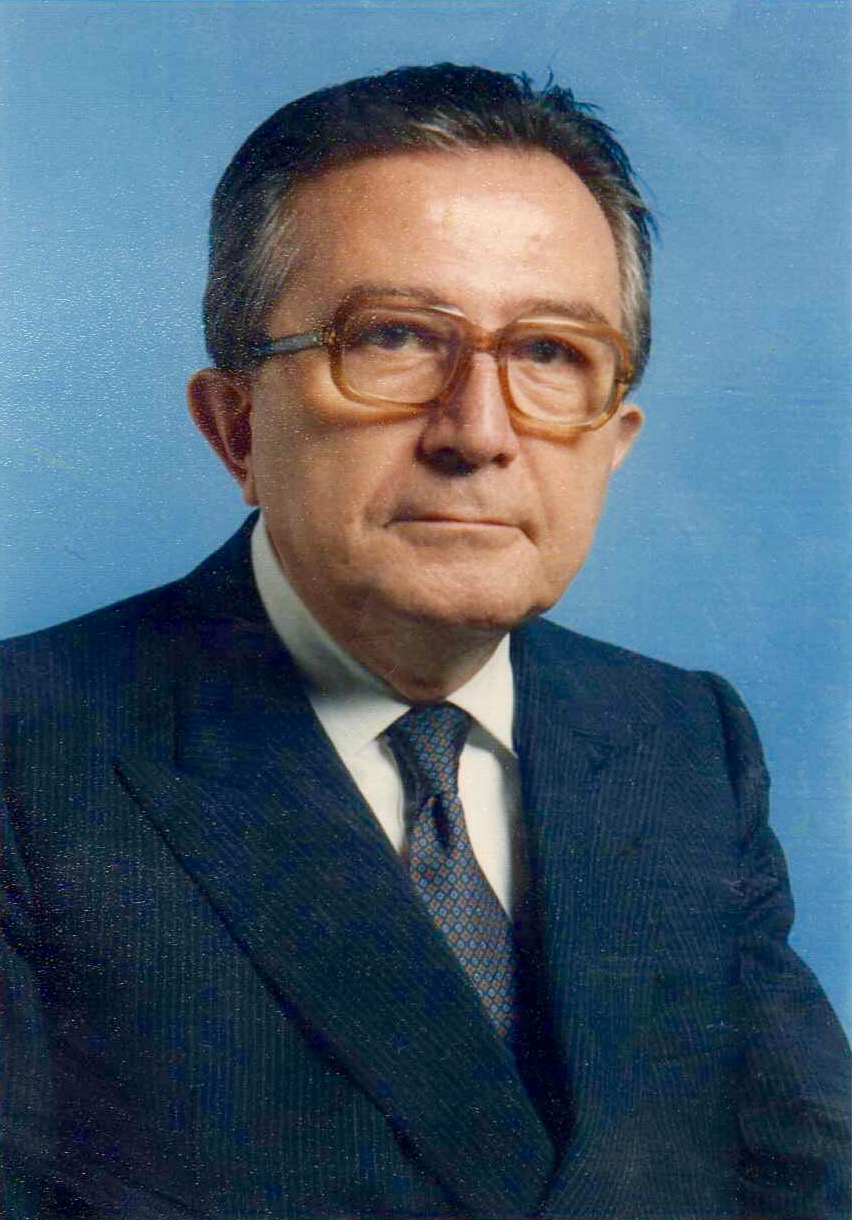
Giulio Andreotti

- 8 febbraio 2001 - Al Senato della Repubblica si costituisce il gruppo parlamentare di Democrazia Europea, in cui entra a far parte, tra gli altri, il senatore a vita, Giulio Andreotti.
- 15 febbraio 2001 - Si concludono le richieste di sottoscrizione delle azioni Eni, pari al 5,25% del capitale, messe in vendita dal ministero del tesoro.

#### Marzo
- 8 marzo 2001 - Il Presidente della Repubblica Carlo Azeglio Ciampi, sentiti i Presidenti del Senato e della Camera dei deputati, emana il decreto di scioglimento delle Camere (D.P.R. 8 marzo 2001, n. 42).
- 9 marzo 2001 - Il Presidente della Repubblica, vista la deliberazione del Consiglio dei ministri del 9 marzo, su proposta del Presidente del Consiglio e del Ministro dell'interno, emana il decreto (D.P.R. 9 marzo 2001, n. 47) di convocazione dei comizi elettorali, con il quale si stabilisce la data delle elezioni politiche e amministrative (13 maggio 2001) e quella della prima riunione delle nuove Camere (30 maggio 2001).
- 27 marzo 2001 - Per la prima volta dal 1993 il tasso di disoccupazione è sceso a gennaio sotto il 10%.

#### Maggio

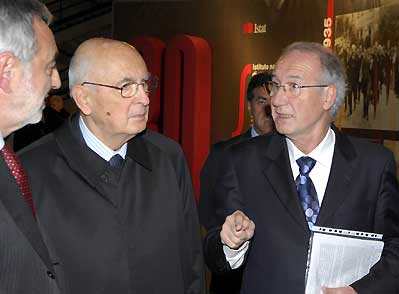
Il presidente Luigi Biggeri (a destra)

- 9 maggio 2001 - Il consiglio dei ministri nomina il professor Luigi Biggeri presidente dell'Istituto nazionale di statistica.
- 13 maggio 2001 - Si svolgono le elezioni politiche. I risultati sono favorevoli alla coalizione di Centro destra (Casa delle Libertà), che consegue un'ampia maggioranza sia alla Camera sia al Senato.
- 31 maggio 2001 - Dopo la prima seduta delle due Camere il giorno precedente, il Presidente del Consiglio Giuliano Amato comunica al Consiglio dei ministri, che ne prende atto, che si recherà al Quirinale per rassegnare al Capo dello Stato le doverose dimissioni del Governo. Amato presenta dunque le dimissioni al Presidente della Repubblica, che lo invita, secondo la prassi, a rimanere in carica per il disbrigo degli affari correnti.

#### Giugno

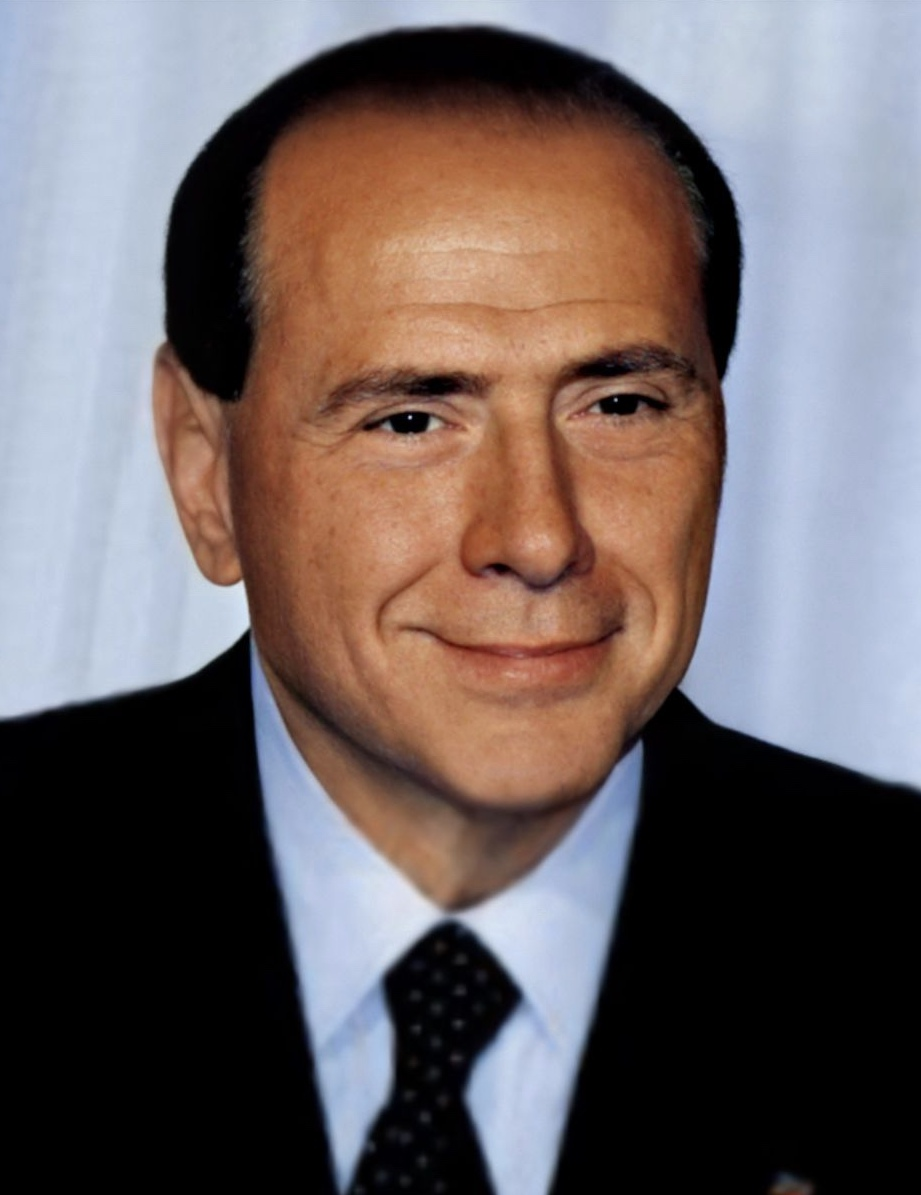
Il presidente incaricato Silvio Berlusconi

- 10 giugno 2001 - Il Capo dello Stato riceve al Quirinale Silvio Berlusconi, Presidente del Consiglio incaricato, che scioglie la riserva formulata il giorno precedente e accetta di formare il Governo. Con due distinti D.P.R. emanati in data 10 giugno 2001, il Presidente della Repubblica: accetta le dimissioni presentate il 31 maggio 2001 dal Presidente del Consiglio Amato in nome proprio e dei ministri del Governo da lui presieduto; accetta, su proposta del Presidente del Consiglio Amato, le dimissioni dei sottosegretari, che rimangono in carica per il disbrigo degli affari correnti sino alla nomina di quelli del nuovo Governo.
- 11 giugno 2001 - Giura il secondo governo Berlusconi e con il tradizionale passaggio di consegne termina il secondo governo Amato.